# ゴマダラカミキリ
ゴマダラカミキリ（胡麻斑髪切 Anoplophora malasiaca）は、コウチュウ目（鞘翅目）、カミキリムシ科に分類される甲虫の一種。フトカミキリ亜科としては大型で姿が目立ち、また、食樹も広範であるため都市部の街路樹、庭木、公園樹木でもよくみられるため、国産カミキリムシ中で最もよく知られる種の一つである。
成虫の体長は2.5cm-3.5cmほどで、全身が黒い。特に前翅は光沢のある黒色に白い斑点が並目立ち、和名もこれに由来する。前翅以外の部分はあまり光沢がなく、腹側や脚は青白い細かい毛で覆われる。触角は体長の1.5倍ほどで、触角を形作る各節の根もとにも青白い毛があるため、黒と青のしま模様に見える。
北海道から琉球列島の日本全国に分布する。

## 生態

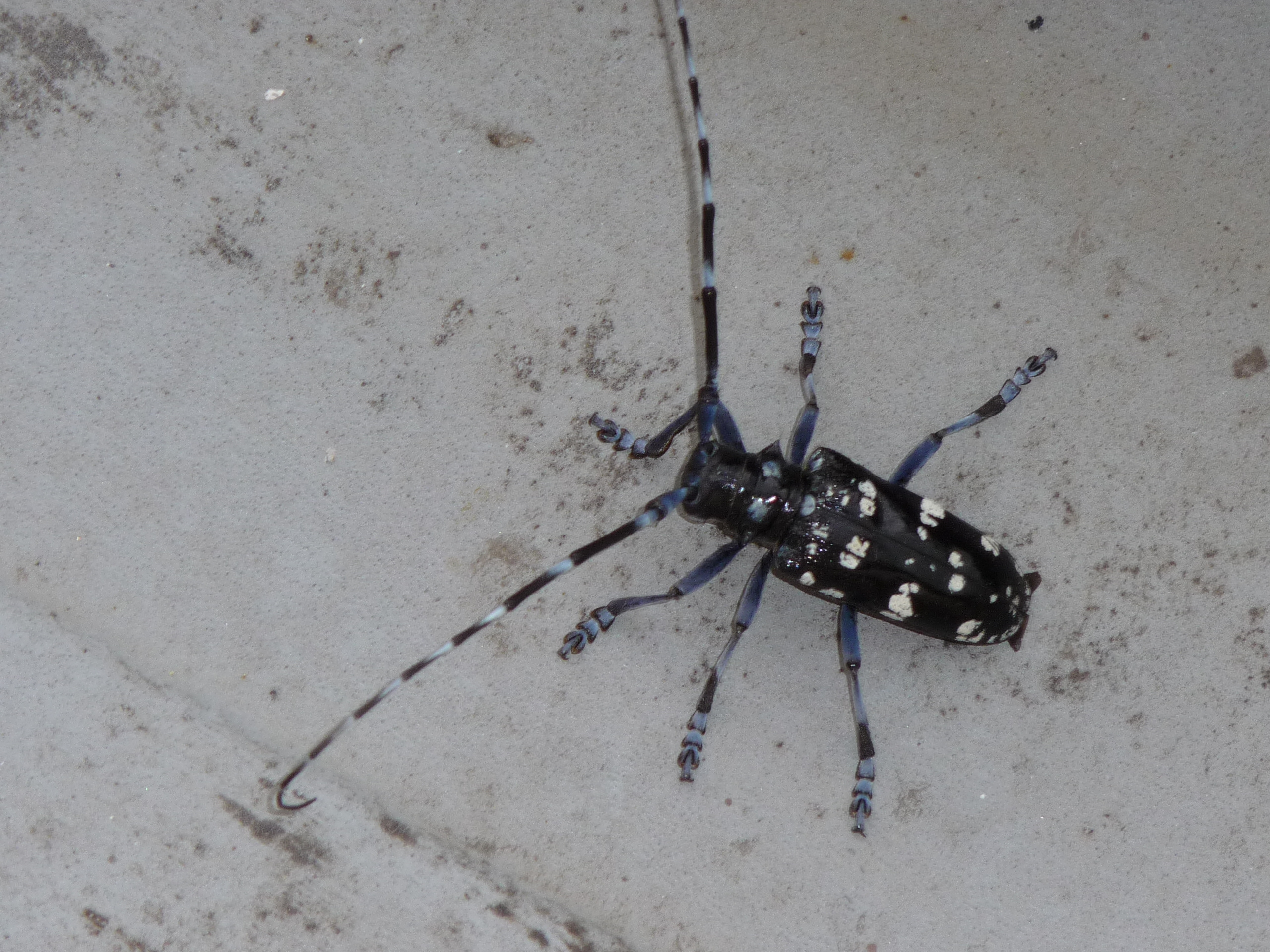
ゴマダラカミキリ（脚を開いている）2008年7月中旬、千葉県にて

ゴマダラカミキリは幼虫の食樹、成虫の後食対象ともに生木であるが、食樹が非常に幅広いのが特徴で、ミカン類、ヤナギ、クリ、クワ、イチジク、プラタナス、シラカバ、イチョウなど多岐にわたる。果樹や街路樹として利用される木にもやってくるので都市部でも姿を見ることができ、比較的大型で目立つ体色であることも相まってよく知られたカミキリムシとなっている。
成虫は平地から山地(ブナ帯などの高標高地にも見られる)にかけて幅広く生息し、6月-8月に出現するがどちらかと言えば平地の方が生息数は多い模様。昼夜の区別なく活動し、食樹の葉や若枝のみずみずしい樹皮を後食する。食樹の樹幹、梢を歩行したり、その周囲を飛翔する姿がみられる。夜間は灯火等の光源に飛来する。
交尾を終えたメスは生木の樹皮を大顎で傷つけ、その箇所に産卵する。主に根元付近の樹皮に産卵することが多いと書籍などでは記述されることもあるが、実際には同じ生木を食害するシロスジカミキリなどと同様に根元から1~2mの高さの幹に産卵することも多い。幼虫（テッポウムシ）は生木の材部を食害し成長する。幼虫は成長すると幹内部を降下し、主として根株の内部を食い荒らす。孵化から羽化までには1年-2年を要する。幼虫が侵入した樹木は幼虫の活動によって坑道が樹皮に達し穿孔され、木屑や樹液が出るようになる。蛹を経て羽化した成虫は木の幹に円形の穴を穿孔し、野外に脱出する。時に産卵痕や脱出痕からは樹液が染み出すことがあり、カナブンやクワガタムシなどの昆虫が集まる様子も観察される。
幼虫が材部を掘り進むと直径1cm-2cmほどの坑道ができ、木の強度が弱くなって折れやすくなる他、ダメージを負った樹木は成長不良に陥り、枯死することもある。果樹や街路樹に被害が出ることもあり、特にミカン農家ではゴマダラカミキリは重大な害虫の一つとして警戒されている。

## 近縁種
奄美大島、徳之島と沖縄島にはオオシマゴマダラカミキリ A. oshimana (Fairmaire)、与那国島にはヨナグニゴマダラカミキリ A. ryukyuensis Breuning et Ohbayashi、小笠原諸島にオガサワラゴマダラカミキリ A. ogasawarensis Makihara が分布する。いずれもよく似ている。
中国から朝鮮半島にかけてはツヤハダゴマダラカミキリ Anoplophora glabripennis (Motschulsky, 1853) が分布する。こちらも日本のゴマダラカミキリと同様に幅広い食性を持ち、アキニレを中心にポプラ、カエデ、ニレ、ヤナギ、ニセアカシアなど幅広い樹種を食樹とする。
近年、日本でも散発的に記録があり、特にアキニレを食害しているゴマダラカミキリ類は、慎重にツヤハダゴマダラカミキリか否かを同定する必要がある。